# Britische Unterhauswahl 1929
| Regierung (287): Labour 287 Tolerierung (68) Liberal 59 Unabh. 4 Nationalist 2 Prohibition 1 ILab 1 IRep 1 |  | Opposition (259): Conservative 259 |
| Speaker 1                                                                                                  |  |                                    |

Zusammensetzung:

Die britische Unterhauswahl 1929 fand am 30. Mai 1929 statt und führte zu keinen klaren Mehrheitsverhältnissen. Die Labour Party gewann die meisten Sitze (287), die Conservative Party hatte einen Prozentpunkt mehr Wählerstimmen erhalten. Die Liberal Party konnte einen Teil ihrer Verluste der vorangegangenen Wahl wiedergutmachen; sie hatte 59 der 615 Sitze und war als Mehrheitsbeschafferin von Bedeutung. Ihr Parteivorsitzender war von 1926 bis 1931 David Lloyd George, der von Dezember 1916 bis 1922 Premierminister gewesen war (Näheres hier).

## Vorgeschichte
Seit 1924 war der Konservative Stanley Baldwin Premierminister gewesen. Seine Partei hatte bei der Unterhauswahl am 29. Oktober 1924 einen Erdrutschsieg errungen und rund 2/3 der Sitze im Unterhaus gewonnen. 
Die Regierung Baldwin wurde während ihrer gesamten Amtszeit von Krisen geschüttelt: Der Bergarbeiterstreik vom 1. Mai bis Ende November 1926, die sich rapide verschlechternde Wirtschaftslage und ein starker Anstieg der Arbeitslosenquote.

## Wahlsystem
Gewählt wurde nach dem Mehrheitswahlsystem. Eine Sperrklausel gab es nicht. Nach der Wahlrechtsänderung von 1928 waren erstmals auch Frauen im Alter zwischen 21 und 29 Jahren wahlberechtigt.

## Wichtige Parteiführer

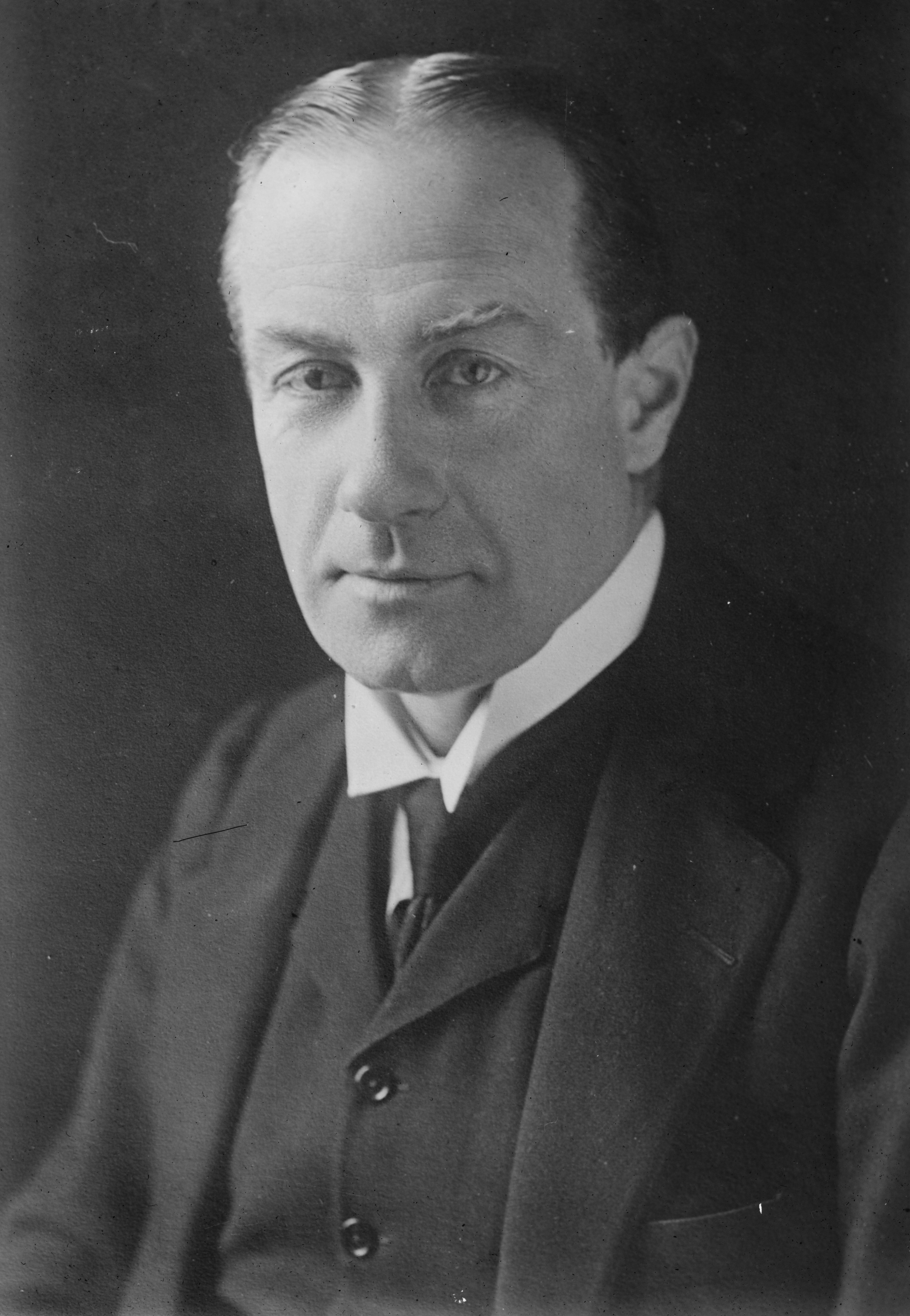
Premierminister Stanley Baldwin (Conservatives)
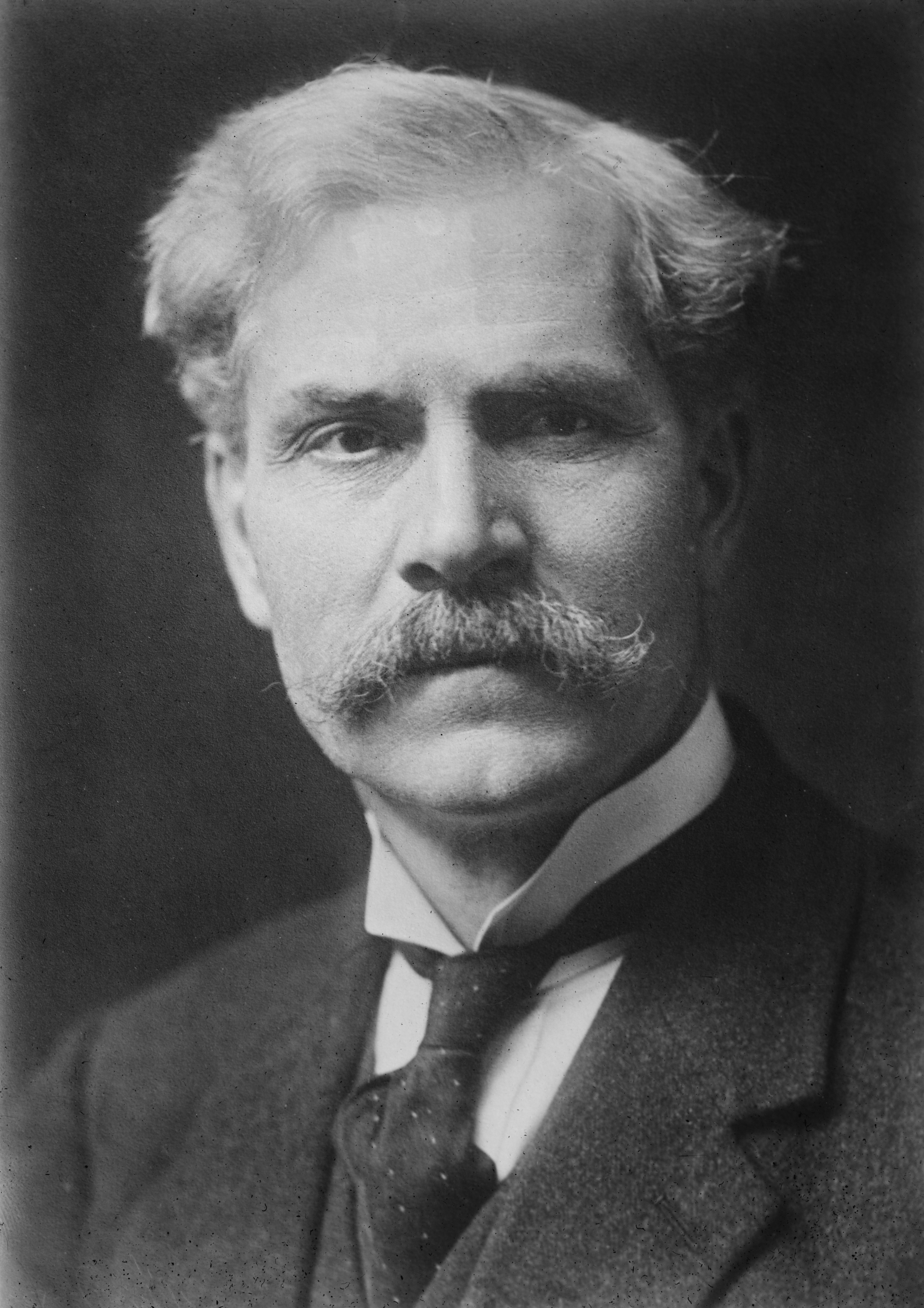
Oppositionsführer Ramsay MacDonald (Labour)
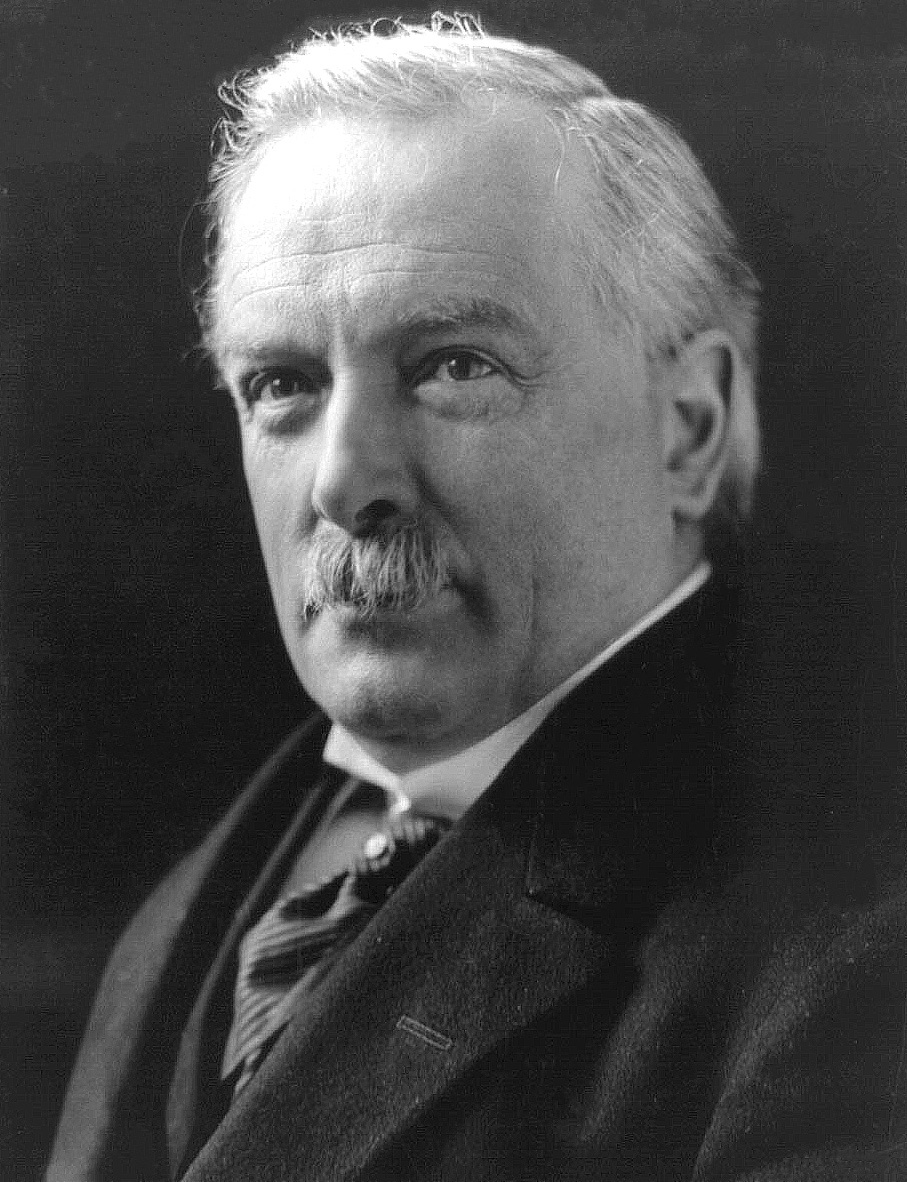
Früherer Premierminister David Lloyd George (Liberal)

## Wahlergebnis

Ergebnisse nach Wahlkreisen. Die Farben entsprechen der nebenstehenden Tabelle.

| Partei          | Partei                           | Stimmen    | Stimmen | Stimmen | Sitze  | Sitze |
| Partei          | Partei                           | Anzahl     | %       | +/−     | Anzahl | +/−   |
| --------------- | -------------------------------- | ---------- | ------- | ------- | ------ | ----- |
|                 | Conservative Party               | 8.252.527  | 38,1    | −8,7    | 260    | −152  |
|                 | Labour Party                     | 8.048.968  | 37,1    | +3,8    | 287    | +138  |
|                 | Liberal Party                    | 5.104.638  | 23,6    | +5,8    | 59     | +19   |
|                 | Unabhängige                      | 94.743     | 0,4     | ±0,0    | 4      | ±0    |
|                 | Communist Party of Great Britain | 47.554     | 0,2     | −0,1    | 0      | −1    |
|                 | Unabhängige Konservative         | 46.278     | 0,2     | ±0,0    | 0      | ±0    |
|                 | Scottish Prohibition Party       | 25.037     | 0,1     | ±0,0    | 1      | ±0    |
|                 | Nationalist Party (Nordirland)   | 24.177     | 0,1     | +0,1    | 3      | +3    |
|                 | Unabhängige Labour               | 20.825     | 0,1     | ±0,0    | 1      | ±0    |
|                 | Unabhängige Liberal              | 17.110     | 0,1     | ±0,0    | 0      | ±0    |
|                 | National Party of Scotland       | 3.313      | 0,0     | ±0,0    | 0      | ±0    |
|                 | Plaid Cymru                      | 609        | 0,0     | ±0,0    | 0      | ±0    |
|                 | Unabhängige Nationalists         | 0          | 0,0     | ±0,0    | 1      | ±0    |
|                 | Gesamt                           | 21.685.779 | 100,0   |         | 615    |       |
| Wahlberechtigte | Wahlberechtigte                  | 28.854.748 |         |         |        |       |
| Wahlbeteiligung | Wahlbeteiligung                  | 76,3 %     |         |         |        |       |
| Quelle:         |                                  |            |         |         |        |       |

1. ↑  einschließlich der Unionist Party in Schottland und der Ulster Unionists in Nordirland
2. ↑  einschließlich des Speakers of the House

## Nach der Wahl
| In Betracht gezogene Koalitionen oder Tolerierungsbündnisse | Sitze |
| ----------------------------------------------------------- | ----- |
| Sitze gesamt                                                | 615   |
| Absolute Mehrheit (ab 308 Sitzen)                           |       |
| Labour, Liberals                                            | 346   |
| Tories, Liberals                                            | 318   |

Wie schon 1923 kam es zu einem hung parliament, diesmal jedoch mit Labour als der stärksten Partei. Lloyd George und die Liberals entschieden sich nach der Unterhauswahl 1929 dafür, eine Minderheitsregierung von Labour unter Premierminister Ramsay MacDonald zu unterstützen. Dieser war schon von Januar bis November 1924 Premierminister gewesen, auch damals gestützt durch die Liberalen. Wie 1924 unterstützten auch die Scottish Prohibition Party, die irischen Nationalisten und die Unabhängigen die neue Regierung. MacDonalds Regierung scheiterte im Herbst 1931 an der hohen Arbeitslosigkeit und der eigenen Sparpolitik. MacDonald bildete daraufhin das erste National Governemt mit den Liberalen und den Konservativen. Seine eigene Partei stellte sich gegen ihn, sodass er nach seinem Ausschluss die National Labour Organisation gründete, mit der am 27. Oktober 1931 fand bei einer erneuten Unterhauswahl antrat.